# Saint Mary-of-the-Woods
Saint Mary-of-the-Woods è una comunità non incorporata nella Sugar Creek Township, nella contea di Vigo, nello stato americano dell'Indiana.
Vi ha sede il Saint Mary-of-the-Woods College, fondato nel 1841 dalle Suore della Provvidenza di madre Théodore Guérin.